# Ојтен
Ојтен (њем. Oyten) општина је у њемачкој савезној држави Доња Саксонија. Једно је од 11 општинских средишта округа Ферден. Према процјени из 2010. у општини је живјело 15.360 становника. Посједује регионалну шифру (AGS) 3361009, NUTS (DE93B) и LOCODE (DE OYT) код.

## Географски и демографски подаци
Ојтен се налази у савезној држави Доња Саксонија у округу Ферден. Општина се налази на надморској висини од 15 метара. Површина општине износи 63,5 km². У самом мјесту је, према процјени из 2010. године, живјело 15.360 становника. Просјечна густина становништва износи 242 становника/km².